# Mistrzostwa Europy w Piłce Nożnej 2020 (eliminacje)
W eliminacjach do piłkarskich Mistrzostw Europy 2020 wzięły udział reprezentacje narodowe z 55 europejskich federacji krajowych, które walczyły o 24 miejsca dające prawo występu w finałach ME.

## Format
Do eliminacji do ME 2021 przystąpiło 55 federacji zrzeszonych w UEFA. Żadna z reprezentacji nie miała zapewnionego udziału w turnieju i każda będzie musiała przejść przez ścieżkę eliminacyjną, która od tych mistrzostw zostanie znacznie bardziej rozbudowana. Wszystko spowodowane było wprowadzeniem nowych rozgrywek – Ligi Narodów UEFA, które będą miały wpływ na losy eliminacji do Mistrzostw Europy 2020.
Losowanie eliminacji odbyło się 2 grudnia 2018 w Dublinie.
W pierwszej fazie eliminacji, która będzie rozgrywana od marca 2019 roku, 55 reprezentacji podzielonych zostało na 10 grup (5 pięciozespołowych i 5 sześciozespołowych). Rozstawienie drużyn przed losowaniem zostało przydzielone na podstawie wyników uzyskanych w trakcie rozgrywek Ligi Narodów, które odbyły się na przełomie 2018 i 2019 roku. Finaliści Ligi Narodów 2018/2019 (czterej zwycięzcy grup w lidze A) zostali przydzieleni do grup pięciozespołowych, ze względu na konieczność rozegrania przez nie dodatkowych meczów w ramach turnieju finałowego Ligi Narodów 2018/2019 w czerwcu 2019 roku. Bezpośredni awans do Mistrzostw Europy uzyskają po dwie najlepsze drużyny z każdej z grup. To daje jednak tylko 20 reprezentacji spośród 24, które pojadą na turniej finałowy. Pozostałe cztery reprezentacje zostaną wyznaczone na podstawie wyników w fazie play-off, do której będzie można zakwalifikować się poprzez rozgrywki Ligi Narodów 2018.
W fazie play-off uprawnieni do występu będą zwycięzcy każdej z czterech grup w każdej z lig A, B, C, D. Jeżeli zwycięzca danej grupy w którejkolwiek z lig zakwalifikuje się do Mistrzostw Europy podczas tradycyjnych eliminacji, prawo do udziału w fazie play-off przechodzi na kolejną drużynę w danej lidze według rankingu Ligi Narodów. Założenie UEFA jest takie, aby o cztery wolne miejsca rozegrać cztery turnieje eliminacyjne, które rozgrywane będą metodą pucharową: mecz półfinałowy oraz mecz finałowy. Tylko zwycięzca każdego z turniejów awansuje do Mistrzostw Europy 2020. Założono również, że w każdym z turniejów rywalizowałyby ze sobą drużyny z tej samej ligi, jednak jeżeli zdarzy się tak, że z którejś ligi mniej niż 4 zespoły będą uprawnione do udziału w fazie play-off (czyli gdy co najmniej 9 drużyn awansuje bezpośrednio do finałów ME), to turniej uzupełnią zespoły z najwyższym rankingiem Ligi Narodów UEFA, które nie wywalczyły awansu bezpośrednio z eliminacji, z zastrzeżeniem, że zwycięzcy grup w swoich ligach nie mogą mierzyć się w turnieju z zespołami z wyższej ligi. Losowanie fazy play-off odbędzie się 22 listopada 2019, a mecze rozegrane miałyby zostać w marcu 2020 roku.

## Kalendarz rozgrywek
Odbyło się 10 kolejek i baraże:
| Faza         | Kolejka   | Data                    |
| ------------ | --------- | ----------------------- |
| Faza Grupowa | 1.        | 21–23 marca 2019        |
| Faza Grupowa | 2.        | 24–26 marca 2019        |
| Faza Grupowa | 3.        | 7–8 czerwca 2019        |
| Faza Grupowa | 4.        | 10–11 czerwca 2019      |
| Faza Grupowa | 5.        | 5–7 września 2019       |
| Faza Grupowa | 6.        | 8–10 września 2019      |
| Faza Grupowa | 7.        | 10–12 października 2019 |
| Faza Grupowa | 8.        | 13–15 października 2019 |
| Faza Grupowa | 9.        | 14–16 listopada 2019    |
| Faza Grupowa | 10.       | 17–19 listopada 2019    |
| Baraże       | półfinały | 8 października 2020     |
| Baraże       | finał     | 12 listopada 2020       |

## Kwalifikacje

### Podział na koszyki
Zgodnie z zasadami, 55 drużyn narodowych zrzeszonych w UEFA, zostało podzielonych na 7 koszyków zgodnie z rankingiem Ligi Narodów UEFA (2018/2019). Dla finalistów Ligi Narodów wydzielono osobny koszyk. Miały oni zapewnione miejsce w grupach z pięcioma drużynami, z powodu meczów w turnieju finałowym Ligi Narodów. Zespoły te były traktowane jak zespoły z 1. koszyka, więc nie mogły natrafić na zespoły z tego koszyka w grupie.
| Koszyk finalistów LN | Koszyk finalistów LN | Koszyk finalistów LN | Koszyk finalistów LN |
| Zespół               | Dywizja              | Miejsce              |                      |
| -------------------- | -------------------- | -------------------- | -------------------- |
| Portugalia           | A                    | 1                    |                      |
| Holandia             | A                    | 2                    |                      |
| Anglia               | A                    | 3                    |                      |
| Szwajcaria           | A                    | 4                    |                      |

| Koszyk 1  | Koszyk 1 | Koszyk 1 |
| Zespół    | Dywizja  | Miejsce  |
| --------- | -------- | -------- |
| Belgia    | A        | 5        |
| Francja   | A        | 6        |
| Hiszpania | A        | 7        |
| Włochy    | A        | 8        |
| Chorwacja | A        | 9        |
| Polska    | A        | 10       |

| Koszyk 2             | Koszyk 2 | Koszyk 2 |
| Zespół               | Dywizja  | Miejsce  |
| -------------------- | -------- | -------- |
| Niemcy               | A        | 11       |
| Islandia             | A        | 12       |
| Bośnia i Hercegowina | B        | 13       |
| Ukraina              | B        | 14       |
| Dania                | B        | 15       |
| Szwecja              | B        | 16       |
| Rosja                | B        | 17       |
| Austria              | B        | 18       |
| Walia                | B        | 19       |
| Czechy               | B        | 20       |

| Koszyk 3          | Koszyk 3 | Koszyk 3 |
| Zespół            | Dywizja  | Miejsce  |
| ----------------- | -------- | -------- |
| Słowacja          | B        | 21       |
| Turcja            | B        | 22       |
| Irlandia          | B        | 23       |
| Irlandia Północna | B        | 24       |
| Szkocja           | C        | 25       |
| Norwegia          | C        | 26       |
| Serbia            | C        | 27       |
| Finlandia         | C        | 28       |
| Bułgaria          | C        | 29       |
| Izrael            | C        | 30       |

| Koszyk 4   | Koszyk 4 | Koszyk 4 |
| Zespół     | Dywizja  | Miejsce  |
| ---------- | -------- | -------- |
| Węgry      | C        | 31       |
| Rumunia    | C        | 32       |
| Grecja     | C        | 33       |
| Albania    | C        | 34       |
| Czarnogóra | C        | 35       |
| Cypr       | C        | 36       |
| Estonia    | C        | 37       |
| Słowenia   | C        | 38       |
| Litwa      | C        | 39       |
| Gruzja     | D        | 40       |

| Koszyk 5           | Koszyk 5 | Koszyk 5 |
| Zespół             | Dywizja  | Miejsce  |
| ------------------ | -------- | -------- |
| Macedonia Północna | D        | 41       |
| Kosowo             | D        | 42       |
| Białoruś           | D        | 43       |
| Luksemburg         | D        | 44       |
| Armenia            | D        | 45       |
| Azerbejdżan        | D        | 46       |
| Kazachstan         | D        | 47       |
| Mołdawia           | D        | 48       |
| Gibraltar          | D        | 49       |
| Wyspy Owcze        | D        | 50       |

| Koszyk 6      | Koszyk 6 | Koszyk 6 |
| Zespół        | Dywizja  | Miejsce  |
| ------------- | -------- | -------- |
| Łotwa         | D        | 51       |
| Liechtenstein | D        | 52       |
| Andora        | D        | 53       |
| Malta         | D        | 54       |
| San Marino    | D        | 55       |

Losowanie grup odbyło się 2 grudnia w Dublinie. Z uwagi na konflikty polityczne, zespoły Hiszpanii i Gibraltaru, Armenii i Azerbejdżanu, Kosowa oraz Bośni i Hercegowiny, Kosowa i Serbii oraz Rosji i Ukrainy nie mogą grać ze sobą w jednej grupie.

### Grupy
Legenda:
- Pkt – liczba punktów
- M – liczba meczów
- W – zwycięstwa (wygrane mecze)
- R – remisy
- P – porażki
- Br+ – bramki strzelone
- Br− – bramki stracone
- +/− – różnica bramek

#### Grupa A
| Zespół     | Pkt | M | W | R | P | Br+ | Br− | +/− |
| ---------- | --- | - | - | - | - | --- | --- | --- |
| Anglia     | 21  | 8 | 7 | 0 | 1 | 37  | 6   | +31 |
| Czechy     | 15  | 8 | 5 | 0 | 3 | 13  | 11  | +2  |
| Kosowo     | 11  | 8 | 3 | 2 | 3 | 13  | 16  | -3  |
| Bułgaria   | 6   | 8 | 1 | 3 | 4 | 6   | 17  | -11 |
| Czarnogóra | 3   | 8 | 0 | 3 | 5 | 3   | 22  | -19 |

|            | Anglia | Czechy | Bułgaria | Czarnogóra | Kosowo |
| ---------- | ------ | ------ | -------- | ---------- | ------ |
| Anglia     | X      | 5:0    | 4:0      | 7:0        | 5:3    |
| Czechy     | 2:1    | X      | 2:1      | 3:0        | 2:1    |
| Bułgaria   | 0:6    | 1:0    | X        | 1:1        | 2:3    |
| Czarnogóra | 1:5    | 0:3    | 0:0      | X          | 1:1    |
| Kosowo     | 0:4    | 2:1    | 1:1      | 2:0        | X      |

#### Grupa B
| Zespół     | Pkt | M | W | R | P | Br+ | Br− | +/− |
| ---------- | --- | - | - | - | - | --- | --- | --- |
| Ukraina    | 20  | 8 | 6 | 2 | 0 | 17  | 4   | +13 |
| Portugalia | 17  | 8 | 5 | 2 | 1 | 22  | 6   | +16 |
| Serbia     | 14  | 8 | 4 | 2 | 2 | 17  | 17  | 0   |
| Luksemburg | 4   | 8 | 1 | 1 | 6 | 7   | 16  | -9  |
| Litwa      | 1   | 8 | 0 | 1 | 7 | 5   | 25  | -20 |

|            | Portugalia | Ukraina | Serbia | Litwa | Luksemburg |
| ---------- | ---------- | ------- | ------ | ----- | ---------- |
| Portugalia | X          | 0:0     | 1:1    | 6:0   | 3:0        |
| Ukraina    | 2:1        | X       | 5:0    | 2:0   | 1:0        |
| Serbia     | 2:4        | 2:2     | X      | 4:1   | 3:2        |
| Litwa      | 1:5        | 0:3     | 1:2    | X     | 1:1        |
| Luksemburg | 0:2        | 1:2     | 1:3    | 2:1   | X          |

#### Grupa C
| Zespół            | Pkt | M | W | R | P | Br+ | Br− | +/− |
| ----------------- | --- | - | - | - | - | --- | --- | --- |
| Niemcy            | 21  | 8 | 7 | 0 | 1 | 30  | 7   | +23 |
| Holandia          | 19  | 8 | 6 | 1 | 1 | 24  | 7   | +17 |
| Irlandia Północna | 13  | 8 | 4 | 1 | 3 | 9   | 13  | -4  |
| Białoruś          | 4   | 8 | 1 | 1 | 6 | 4   | 16  | -12 |
| Estonia           | 1   | 8 | 0 | 1 | 7 | 2   | 26  | -24 |

|                   | Holandia | Niemcy | Irlandia Północna | Estonia | Białoruś |
| ----------------- | -------- | ------ | ----------------- | ------- | -------- |
| Holandia          | X        | 2:3    | 3:1               | 5:0     | 4:0      |
| Niemcy            | 2:4      | X      | 6:1               | 8:0     | 4:0      |
| Irlandia Północna | 0:0      | 0:2    | X                 | 2:0     | 2:1      |
| Estonia           | 0:4      | 0:3    | 1:2               | X       | 1:2      |
| Białoruś          | 1:2      | 0:2    | 0:1               | 0:0     | X        |

#### Grupa D
| Zespół     | Pkt | M | W | R | P | Br+ | Br− | +/− |
| ---------- | --- | - | - | - | - | --- | --- | --- |
| Szwajcaria | 17  | 8 | 5 | 2 | 1 | 19  | 6   | +13 |
| Dania      | 16  | 8 | 4 | 4 | 0 | 23  | 6   | +17 |
| Irlandia   | 13  | 8 | 3 | 4 | 1 | 7   | 5   | +2  |
| Gruzja     | 8   | 8 | 2 | 2 | 4 | 7   | 11  | -4  |
| Gibraltar  | 0   | 8 | 0 | 0 | 8 | 3   | 31  | -28 |

|            | Szwajcaria | Dania | Irlandia | Gruzja | Gibraltar |
| ---------- | ---------- | ----- | -------- | ------ | --------- |
| Szwajcaria | X          | 3:3   | 2:0      | 1:0    | 4:0       |
| Dania      | 1:0        | X     | 1:1      | 5:1    | 6:0       |
| Irlandia   | 1:1        | 1:1   | X        | 1:0    | 2:0       |
| Gruzja     | 0:2        | 0:0   | 0:0      | X      | 3:0       |
| Gibraltar  | 1:6        | 0:6   | 0:1      | 2:3    | X         |

#### Grupa E
| Zespół      | Pkt | M | W | R | P | Br+ | Br− | +/− |
| ----------- | --- | - | - | - | - | --- | --- | --- |
| Chorwacja   | 17  | 8 | 5 | 2 | 1 | 17  | 7   | +10 |
| Walia       | 14  | 8 | 4 | 2 | 2 | 10  | 6   | +4  |
| Słowacja    | 13  | 8 | 4 | 1 | 3 | 13  | 11  | +2  |
| Węgry       | 12  | 8 | 4 | 0 | 4 | 8   | 11  | -3  |
| Azerbejdżan | 1   | 8 | 0 | 1 | 7 | 5   | 18  | -13 |

|             | Chorwacja | Walia | Słowacja | Węgry | Azerbejdżan |
| ----------- | --------- | ----- | -------- | ----- | ----------- |
| Chorwacja   | X         | 2:1   | 3:1      | 3:0   | 2:1         |
| Walia       | 1:1       | X     | 1:0      | 2:0   | 2:1         |
| Słowacja    | 0:4       | 1:1   | X        | 2:0   | 2:0         |
| Węgry       | 2:1       | 1:0   | 1:2      | X     | 1:0         |
| Azerbejdżan | 1:1       | 0:2   | 1:5      | 1:3   | X           |

#### Grupa F
| Zespół      | Pkt | M  | W | R | P | Br+ | Br− | +/− |
| ----------- | --- | -- | - | - | - | --- | --- | --- |
| Hiszpania   | 26  | 10 | 8 | 2 | 0 | 31  | 5   | +26 |
| Szwecja     | 21  | 10 | 6 | 3 | 1 | 23  | 9   | +14 |
| Norwegia    | 17  | 10 | 4 | 5 | 1 | 19  | 11  | +8  |
| Rumunia     | 14  | 10 | 4 | 2 | 4 | 17  | 15  | +2  |
| Wyspy Owcze | 3   | 10 | 1 | 0 | 9 | 4   | 30  | -26 |
| Malta       | 3   | 10 | 1 | 0 | 9 | 3   | 27  | -24 |

|             | Hiszpania | Szwecja | Norwegia | Rumunia | Wyspy Owcze | Malta |
| ----------- | --------- | ------- | -------- | ------- | ----------- | ----- |
| Hiszpania   | X         | 3:0     | 2:1      | 5:0     | 4:0         | 7:0   |
| Szwecja     | 1:1       | X       | 1:1      | 2:1     | 3:0         | 3:0   |
| Norwegia    | 1:1       | 3:3     | X        | 2:2     | 4:0         | 2:0   |
| Rumunia     | 1:2       | 0:2     | 1:1      | X       | 4:1         | 1:0   |
| Wyspy Owcze | 1:4       | 0:4     | 0:2      | 0:3     | X           | 1:0   |
| Malta       | 0:2       | 0:4     | 1:2      | 0:4     | 2:1         | X     |

#### Grupa G
| Zespół             | Pkt | M  | W | R | P | Br+ | Br− | +/− |
| ------------------ | --- | -- | - | - | - | --- | --- | --- |
| Polska             | 25  | 10 | 8 | 1 | 1 | 18  | 5   | +13 |
| Austria            | 19  | 10 | 6 | 1 | 3 | 19  | 9   | +10 |
| Macedonia Północna | 14  | 10 | 4 | 2 | 4 | 12  | 13  | -1  |
| Słowenia           | 14  | 10 | 4 | 2 | 4 | 16  | 11  | +5  |
| Izrael             | 11  | 10 | 3 | 2 | 5 | 16  | 18  | -2  |
| Łotwa              | 3   | 10 | 1 | 0 | 9 | 3   | 28  | -25 |

|                    | Polska | Austria | Izrael | Słowenia | Macedonia Północna | Łotwa |
| ------------------ | ------ | ------- | ------ | -------- | ------------------ | ----- |
| Polska             | X      | 0:0     | 4:0    | 3:2      | 2:0                | 2:0   |
| Austria            | 0:1    | X       | 3:1    | 1:0      | 2:1                | 6:0   |
| Izrael             | 1:2    | 4:2     | X      | 1:1      | 1:1                | 3:1   |
| Słowenia           | 2:0    | 0:1     | 3:2    | X        | 1:1                | 1:0   |
| Macedonia Północna | 0:1    | 1:4     | 1:0    | 2:1      | X                  | 3:1   |
| Łotwa              | 0:3    | 1:0     | 0:3    | 0:5      | 0:2                | X     |

#### Grupa H
| Zespół   | Pkt | M  | W | R | P | Br+ | Br− | +/− |
| -------- | --- | -- | - | - | - | --- | --- | --- |
| Francja  | 25  | 10 | 8 | 1 | 1 | 25  | 6   | +19 |
| Turcja   | 23  | 10 | 7 | 2 | 1 | 18  | 3   | +15 |
| Islandia | 19  | 10 | 6 | 1 | 3 | 14  | 11  | +3  |
| Albania  | 13  | 10 | 4 | 1 | 5 | 16  | 14  | +2  |
| Andora   | 4   | 10 | 1 | 1 | 8 | 3   | 20  | -17 |
| Mołdawia | 3   | 10 | 1 | 0 | 9 | 4   | 26  | -22 |

|          | Francja | Islandia | Turcja | Albania | Mołdawia | Andora |
| -------- | ------- | -------- | ------ | ------- | -------- | ------ |
| Francja  | X       | 4:0      | 1:1    | 4:1     | 2:1      | 3:0    |
| Islandia | 0:1     | X        | 2:1    | 1:0     | 3:0      | 2:0    |
| Turcja   | 2:0     | 0:0      | X      | 1:0     | 4:0      | 1:0    |
| Albania  | 0:2     | 4:2      | 0:2    | X       | 2:0      | 2:2    |
| Mołdawia | 1:4     | 1:2      | 0:4    | 0:4     | X        | 1:0    |
| Andora   | 0:4     | 0:2      | 0:2    | 0:3     | 1:0      | X      |

#### Grupa I
| Zespół     | Pkt | M  | W  | R | P  | Br+ | Br− | +/− |
| ---------- | --- | -- | -- | - | -- | --- | --- | --- |
| Belgia     | 30  | 10 | 10 | 0 | 0  | 40  | 3   | +37 |
| Rosja      | 24  | 10 | 8  | 0 | 2  | 33  | 8   | +25 |
| Szkocja    | 15  | 10 | 5  | 0 | 5  | 16  | 19  | -3  |
| Cypr       | 10  | 10 | 3  | 1 | 6  | 15  | 20  | -5  |
| Kazachstan | 10  | 10 | 3  | 1 | 6  | 13  | 17  | -4  |
| San Marino | 0   | 10 | 0  | 0 | 10 | 1   | 51  | -50 |

|            | Belgia | Rosja | Szkocja | Cypr | Kazachstan | San Marino |
| ---------- | ------ | ----- | ------- | ---- | ---------- | ---------- |
| Belgia     | X      | 3:1   | 3:0     | 6:1  | 3:0        | 9:0        |
| Rosja      | 1:4    | X     | 4:0     | 1:0  | 1:0        | 9:0        |
| Szkocja    | 0:4    | 1:2   | X       | 2:1  | 3:1        | 6:0        |
| Cypr       | 0:2    | 0:5   | 1:2     | X    | 1:1        | 5:0        |
| Kazachstan | 0:2    | 0:4   | 3:0     | 1:2  | X          | 4:0        |
| San Marino | 0:4    | 0:5   | 0:2     | 0:4  | 1:3        | X          |

#### Grupa J
| Zespół               | Pkt | M  | W  | R | P | Br+ | Br− | +/− |
| -------------------- | --- | -- | -- | - | - | --- | --- | --- |
| Włochy               | 30  | 10 | 10 | 0 | 0 | 37  | 4   | +33 |
| Finlandia            | 18  | 10 | 6  | 0 | 4 | 16  | 10  | +6  |
| Grecja               | 14  | 10 | 4  | 2 | 4 | 12  | 14  | -2  |
| Bośnia i Hercegowina | 13  | 10 | 4  | 1 | 5 | 20  | 17  | +3  |
| Armenia              | 10  | 10 | 3  | 1 | 6 | 14  | 25  | -11 |
| Liechtenstein        | 2   | 10 | 0  | 2 | 8 | 2   | 31  | -29 |

|                      | Włochy | Bośnia i Hercegowina | Finlandia | Grecja | Armenia | Liechtenstein |
| -------------------- | ------ | -------------------- | --------- | ------ | ------- | ------------- |
| Włochy               | X      | 2:1                  | 2:0       | 2:0    | 9:1     | 6:0           |
| Bośnia i Hercegowina | 0:3    | X                    | 4:1       | 2:2    | 2:1     | 5:0           |
| Finlandia            | 1:2    | 2:0                  | X         | 1:0    | 3:0     | 3:0           |
| Grecja               | 0:3    | 2:1                  | 2:1       | X      | 2:3     | 1:1           |
| Armenia              | 1:3    | 4:2                  | 0:2       | 0:1    | X       | 3:0           |
| Liechtenstein        | 0:5    | 0:3                  | 0:2       | 0:2    | 1:1     | X             |

### Baraże
Po zakończeniu fazy grupowej eliminacji, 4 najlepsze drużyny z każdej dywizji Ligi Narodów UEFA, które nie zakwalifikowały się w grupie, otrzymały możliwość dalszego walczenia o uczestnictwo w Euro 2020. W każdej dywizji drużyny zostały rozlosowane na dwa półfinały. Po rozegraniu półfinałów, zwycięskie reprezentacje rozegrały mecze finałowe. Zwycięzcy finałów zagrają w fazie grupowej Euro 2020.
Uwaga: Z powodu braku odpowiedniej liczby drużyn z dywizji A, kilka drużyn rozegra mecze barażowe w innej dywizji. Zdecydowało o tym losowanie.

#### Liga Narodów UEFA – ranking
| Dywizja A | Dywizja A  | Dywizja A |
| Ranking   | Zespół     | Status    |
| --------- | ---------- | --------- |
| 1 GW      | Portugalia | Q         |
| 2 GW      | Holandia   | Q         |
| 3 GW      | Anglia     | Q         |
| 4 GW      | Szwajcaria | Q         |
| 5         | Belgia     | Q         |
| 6         | Francja    | Q         |
| 7         | Hiszpania  | Q         |
| 8         | Włochy     | Q         |
| 9         | Chorwacja  | Q         |
| 10        | Polska     | Q         |
| 11        | Niemcy     | Q         |
| 12        | Islandia   | A         |

| Dywizja B | Dywizja B            | Dywizja B |
| Ranking   | Zespół               | Status    |
| --------- | -------------------- | --------- |
| 13 GW     | Bośnia i Hercegowina | A         |
| 14 GW     | Ukraina              | Q         |
| 15 GW     | Dania                | Q         |
| 16 GW     | Szwecja              | Q         |
| 17        | Rosja                | Q         |
| 18        | Austria              | Q         |
| 19        | Walia                | Q         |
| 20        | Czechy               | Q         |
| 21        | Słowacja             | A         |
| 22        | Turcja               | Q         |
| 23        | Irlandia             | A         |
| 24        | Irlandia Północna    | A         |

| Dywizja C | Dywizja C  | Dywizja C |
| Ranking   | Zespół     | Status    |
| --------- | ---------- | --------- |
| 25GW      | Szkocja    | A         |
| 26 GW     | Norwegia   | A         |
| 27GW      | Serbia     | A         |
| 28GW      | Finlandia  | Q         |
| 29        | Bułgaria   | A         |
| 30        | Izrael     | A         |
| 31        | Węgry      | A         |
| 32        | Rumunia    | A         |
| 33        | Grecja     |           |
| 34        | Albania    |           |
| 35        | Czarnogóra |           |
| 36        | Cypr       |           |
| 37        | Estonia    |           |
| 38        | Słowenia   |           |
| 39        | Litwa      |           |

| Dywizja D | Dywizja D          | Dywizja D |
| Ranking   | Zespół             | Status    |
| --------- | ------------------ | --------- |
| 40 GW     | Gruzja             | A         |
| 41GW      | Macedonia Północna | A         |
| 42 GW     | Kosowo             | A         |
| 43GW      | Białoruś           | A         |
| 44        | Luksemburg         |           |
| 45        | Armenia            |           |
| 46        | Azerbejdżan        |           |
| 47        | Kazachstan         |           |
| 48        | Mołdawia           |           |
| 49        | Gibraltar          |           |
| 50        | Wyspy Owcze        |           |
| 51        | Łotwa              |           |
| 52        | Liechtenstein      |           |
| 53        | Andora             |           |
| 54        | Malta              |           |
| 55        | San Marino         |           |

Oznaczenia:
- GW – zwycięzca grupy w Lidze Narodów
- Q – zespół awansował na turniej finałowy drogą eliminacji
- A – zespół rozegra baraże o awans na Euro (i nie zakwalifikował się drogą eliminacji)

Uczestnicy baraży:
| Drużyny z Dywizji A | Drużyny z Dywizji A |
| ------------------- | ------------------- |
| 1.                  | Bułgaria            |
| 2.                  | Rumunia             |
| 3.                  | Islandia            |
| 4.                  | Węgry               |

| Drużyny z Dywizji B | Drużyny z Dywizji B  |
| ------------------- | -------------------- |
| 1.                  | Bośnia i Hercegowina |
| 2.                  | Słowacja             |
| 3.                  | Irlandia             |
| 4.                  | Irlandia Północna    |

| Drużyny z Dywizji C | Drużyny z Dywizji C |
| ------------------- | ------------------- |
| 1.                  | Szkocja             |
| 2.                  | Norwegia            |
| 3.                  | Serbia              |
| 4.                  | Izrael              |

| Drużyny z Dywizji D | Drużyny z Dywizji D |
| ------------------- | ------------------- |
| 1.                  | Gruzja              |
| 2.                  | Macedonia Północna  |
| 3.                  | Kosowo              |
| 4.                  | Białoruś            |

#### Dywizja A
| Drużyna 1 | Wynik     | Drużyna 2 |
| Półfinały | Półfinały | Półfinały |
| --------- | --------- | --------- |
| Islandia  | 2:1       | Rumunia   |
| Bułgaria  | 1:3       | Węgry     |
| Finał     |           |           |
| Węgry     | 2:1       | Islandia  |

#### Dywizja B
| Drużyna 1            | Wynik        | Drużyna 2         |
| Półfinały            | Półfinały    | Półfinały         |
| -------------------- | ------------ | ----------------- |
| Bośnia i Hercegowina | 1:1 (k. 3:4) | Irlandia Północna |
| Słowacja             | 0:0 (k. 4:2) | Irlandia          |
| Finał                |              |                   |
| Irlandia Północna    | 1:2 (dogr.)  | Słowacja          |

#### Dywizja C
| Drużyna 1 | Wynik        | Drużyna 2 |
| Półfinały | Półfinały    | Półfinały |
| --------- | ------------ | --------- |
| Szkocja   | 0:0 (k. 5:3) | Izrael    |
| Norwegia  | 1:2 (dogr.)  | Serbia    |
| Finał     |              |           |
| Serbia    | 1:1 (k. 4:5) | Szkocja   |

#### Dywizja D
| Drużyna 1          | Wynik     | Drużyna 2          |
| Półfinały          | Półfinały | Półfinały          |
| ------------------ | --------- | ------------------ |
| Gruzja             | 1:0       | Białoruś           |
| Macedonia Północna | 2:1       | Kosowo             |
| Finał              |           |                    |
| Gruzja             | 0:1       | Macedonia Północna |

## Strzelcy

### 12 goli
- Harry Kane

### 11 goli
- Eran Zahawi
- Cristiano Ronaldo

### 10 goli
- Teemu Pukki
- Aleksandar Mitrović

### 9 goli
- Artiom Dziuba

### 8 goli
- Raheem Sterling
- Georginio Wijnaldum
- Serge Gnabry

### 7 goli
- Romelu Lukaku
- John McGinn

### 6 goli
- Marko Arnautović
- Olivier Giroud
- Memphis Depay
- Robert Lewandowski
- Claudiu Keșerü

### 5 goli
- Eden Hazard
- Christian Eriksen
- Gylfi Sigurðsson
- Joshua King
- Dienis Czeryszew
- George Pușcaș
- Robin Quaison
- Cenk Tosun
- Andrea Belotti

### 4 gole
- Sokol Cikalleshi
- Ross Barkley
- Michy Batshuayi
- Kevin De Bruyne
- Amer Gojak
- Bruno Petković
- Ioannis Kousoulos
- Patrik Schick
- Christian Gytkjær
- Álvaro Morata
- Rodrigo Moreno
- Sergio Ramos
- Munis Dabbur
- Vedat Muriqi
- Elif Ełmas
- Leon Goretzka
- Alexander Sørloth
- Krzysztof Piątek
- Josip Iličić
- Roman Jaremczuk

### 3 gole
- Marcus Rashford
- Henrich Mychitarian
- Christian Benteke
- Edin Džeko
- Armin Hodžić
- Miralem Pjanić
- Ivan Perišić
- Nikola Vlašić
- Pieros Sotiriu
- Martin Braithwaite
- Robert Skov
- Kingsley Coman
- Antoine Griezmann
- Kylian Mbappé
- Kostas Fortunis
- Paco Alcácer
- Gerard Moreno
- Josh Magennis
- Birkir Bjarnason
- Kolbeinn Sigþórsson
- Baktijar Zajnutdinow
- Gerson Rodrigues
- David Turpel
- Toni Kroos
- Marco Reus
- Leroy Sané
- Björn Johnsen
- Bernardo Silva
- Róbert Boženík
- Marek Hamšík
- Juraj Kucka
- Cedric Itten
- Granit Xhaka
- Viktor Claesson
- Alexander Isak
- Kaan Ayhan
- Wiktor Cyhankow
- Rusłan Malinowski
- Willi Orbán
- Nicolò Barella
- Ciro Immobile
- Lorenzo Insigne
- Jorginho

### 2 gole
- Bekim Balaj
- Rey Manaj
- Cristian Martínez
- Jadon Sancho
- Tigran Barseghian
- Gework Ghazarian
- Aleksandre Karapetian
- Valentino Lazaro
- Marcel Sabitzer
- Mahir Emreli
- Ramil Szejdajew
- Toby Alderweireld
- Timothy Castagne
- Nacer Chadli
- Dries Mertens
- Youri Tielemans
- Rade Krunić
- Edin Višća
- Wasił Bożikow
- Luka Modrić
- Jeorjos Efrem
- Nikolas Joanu
- Stefan Mugoša
- Kasper Dolberg
- Yussuf Poulsen
- Fredrik Jensen
- Wissam Ben Yedder
- Raphaël Varane
- Jesús Navas
- Mikel Oyarzabal
- Ryan Babel
- Niall McGinn
- Ragnar Sigurðsson
- Gafurżan Sujumbajew
- Valon Berisha
- Milot Rashica
- Arvydas Novikovas
- Enis Bardhi
- Goran Pandew
- İlkay Gündoğan
- Timo Werner
- William Carvalho
- Gonçalo Guedes
- Aleksandr Gołowin
- Aleksiej Ionow
- Magomied Ozdojew
- Fiodor Smołow
- Alexandru Mitriță
- Luka Jović
- Sergej Milinković-Savić
- Nemanja Radonjić
- Dušan Tadić
- Domen Črnigoj
- Andraž Šporar
- Miha Zajc
- Ryan Christie
- Granit Xhaka
- Denis Zakaria
- Marcus Berg
- Sebastian Larsson
- Enes Ünal
- Jewhen Konoplanka
- Gareth Bale
- Aaron Ramsey
- Kieffer Moore
- Máté Pátkai
- Dominik Szoboszlai
- Federico Bernardeschi
- Moise Kean
- Fabio Quagliarella
- Alessio Romagnoli
- Marco Verratti
- Nicolò Zaniolo

### 1 gol
- Amir Abrashi
- Keidi Bare
- Kastriot Dermaku
- Elseid Hysaj
- Ylber Ramadani
- Odise Roshi
- Armando Sadiku
- Lorenc Trashi
- Marc Vales
- Tammy Abraham
- Michael Keane
- Mason Mount
- Alex Oxlade-Chamberlain
- Harry Winks
- Edgar Babayan
- Howhannes Hambarcumian
- David Alaba
- Guido Burgstaller
- Michael Gregoritsch
- Martin Hinteregger
- Konrad Laimer
- Stefan Lainer
- Stefan Posch
- Tamkin Khalilzada
- Yannick Carrasco
- Thorgan Hazard
- Thomas Meunier
- Thomas Vermaelen
- Yari Verschaeren
- Stanisłau Drahun
- Nikita Naumov
- Maksim Skawysz
- Ihar Stasiewicz
- Eldar Civić
- Izet Hajrović
- Deni Milošević
- Kristian Dimitrow
- Ismail Isa
- Georgi Jomow
- Todor Nedelew
- Iwelin Popow
- Borna Barišić
- Andrej Kramarić
- Dejan Lovren
- Ante Rebić
- Kostakis Artimatas
- Konstandinos Laifis
- Fotios Papulis
- Marko Vešović
- Jakub Brabec
- Ondřej Čelůstka
- Vladimír Darida
- Jakub Jankto
- Alex Král
- Lukáš Masopust
- Zdeněk Ondrášek
- Tomáš Souček
- Henrik Dalsgaard
- Thomas Delaney
- Pierre Højbjerg
- Mathias Jørgensen
- Erik Sorga
- Konstantin Vassiljev
- Benjamin Källman
- Joel Pohjanpalo
- Pyry Soiri
- Jasse Tuominen
- Jonathan Ikoné
- Clément Lenglet
- Florian Thauvin
- Corentin Tolisso
- Samuel Umtiti
- Kurt Zouma
- Lee Casciaro
- Roy Chipolina
- Reece Styche
- Anastasios Donis
- Konstandinos Galanopulos
- Dimitris Kolowos
- Dimitris Limnios
- Petros Mandalos
- Jorgos Masuras
- Wangelis Pawlidis
- Zeca
- Wato Arweladze
- Walerian Gwilia
- Dżaba Kankawa
- Giorgi Charaiszwili
- Giorgi Kwilitaia
- Saba Lobżanidze
- Tornike Okriaszwili
- Giorgi Papunaszwili
- Santi Cazorla
- José Gayà
- Saúl Ñíguez
- Dani Olmo
- Fabian Ruiz
- Pablo Sarabia
- Pau Torres
- Nathan Aké
- Myron Boadu
- Virgil van Dijk
- Frenkie de Jong
- Luuk de Jong
- Matthijs de Ligt
- Donyell Malen
- Robbie Brady
- Matt Doherty
- Shane Duffy
- Jeff Hendrick
- Conor Hourihane
- David McGoldrick
- Steven Davis
- Jonny Evans
- Paddy McNair
- Michael Smith
- Conor Washington
- Jón Daði Böðvarsson
- Jóhann Berg Guðmundsson
- Viðar Örn Kjartansson
- Arnór Sigurðsson
- Bibras Natcho
- Maxim Fedin
- Bauyrżan Isłamchan
- Temyrłan Jerłanow
- Isłambek Kuat
- Jurij Piercuch
- Aleksiej Szczetkin
- Jan Worogowski
- Florent Hadergjonaj
- Atdhe Nuhiu
- Elba Rashani
- Amir Rrahmani
- Mërgim Vojvoda
- Arber Zeneli
- Yanik Frick
- Dennis Salanović
- Vytautas Andriuškevičius
- Fedor Černych
- Donatas Kazlauskas
- Leandro Barreiro
- Vladimirs Kamešs
- Mārcis Ošs
- Arijan Ademi
- Ezǵan Alioski
- Boban Nikołow
- Włatko Stojanowski
- Darko Wełkowski
- Steve Borg
- Paul Fenech
- Kyrian Nwoko
- Vladimir Ambros
- Igor Armaș
- Nicolae Milinceanu
- Vadim Rață
- Julian Brandt
- Matthias Ginter
- Marcel Halstenberg
- Nico Schulz
- Sander Berge
- Tarik Elyounoussi
- Iver Fossum
- Stefan Johansen
- Ola Kamara
- Mathias Normann
- Martin Ødegaard
- Tore Reginiussen
- Przemysław Frankowski
- Kamil Glik
- Jacek Góralski
- Kamil Grosicki
- Damian Kądzior
- Grzegorz Krychowiak
- Arkadiusz Milik
- Sebastian Szymański
- Bruno Fernandes
- Gonçalo Paciência
- Danilo Pereira
- Pizzi
- Gieorgij Dżykija
- Mário Fernandes
- Nikołaj Komliczenko
- Fiodor Kudriaszow
- Daler Kuziajew
- Aleksiej Miranczuk
- Anton Miranczuk
- Siergiej Pietrow
- Florin Andone
- Alexandru Chipciu
- Ciprian Deac
- Dennis Man
- Alexandru Maxim
- Filippo Berardi
- Adem Ljajić
- Nikola Milenković
- Ondrej Duda
- Michal Ďuriš
- Dávid Hancko
- Stanislav Lobotka
- Róbert Mak
- Albert Rusnák
- Roman Bezjak
- Tim Matavž
- Aljaž Struna
- Stuart Armstrong
- Oliver Burke
- Stuart Findlay
- Kenny McLean
- Steven Naismith
- Andrew Robertson
- Johnny Russell
- Lawrence Shankland
- Loris Benito
- Breel Embolo
- Christian Fassnacht
- Remo Freuler
- Mario Gavranović
- Admir Mehmedi
- Ricardo Rodríguez
- Haris Seferović
- Fabian Schär
- Ruben Vargas
- Steven Zuber
- Sebastian Andersson
- Marcus Danielson
- Emil Forsberg
- John Guidetti
- Victor Lindelöf
- Mattias Svanberg
- Hakan Çalhanoğlu
- Hasan Ali Kaldırım
- Dorukhan Toköz
- Ozan Tufan
- Deniz Türüç
- Cengiz Ünder
- Yusuf Yazıcı
- Burak Yılmaz
- Artem Biesiedin
- Andrij Jarmołenko
- Marlos
- Ołeksandr Zinczenko
- David Brooks
- Daniel James
- Harry Wilson
- Dávid Holman
- Zsolt Kalmár
- Mihály Korhut
- Loïc Négo
- Nemanja Nikolić
- Ádám Szalai
- Francesco Acerbi
- Leonardo Bonucci
- Federico Chiesa
- Stephan El Shaarawy
- Riccardo Orsolini
- Leonardo Pavoletti
- Lorenzo Pellegrini
- Stefano Sensi
- Rógvi Baldvinsson
- Viljormur Davidsen
- Klæmint Olsen
- Jákup Thomsen

### Gole samobójcze
- Martin Hinteregger (dla Macedonii Północnej)
- Pavel Paşayev (dla Walii)
- Adnan Kovačević (dla Grecji)
- Stjepan Lončar (dla Armenii)
- Kipros Christoforu (dla Belgii)
- Boris Kopitović (dla Czech)
- Aleksandar Šofranac (dla Anglii)
- Tomáš Kalas (dla Anglii)
- Karol Mets (dla Niemiec)
- Joseph Chipolina (dla Irlandii)
- Shane Duffy (dla Szwajcarii)
- Abzał Bejsebekow (dla Rosji)
- Benjamin Kololli (dla Macedonii Północnej)
- Mërgim Vojvoda (dla Anglii)
- Andreas Malin (dla Bośni i Hercegowiny)
- Gerson Rodrigues (dla Ukrainy)
- Pāvels Šteinbors (dla Austrii)
- Igors Tarasovs (dla Słowenii)
- Egzon Bejtułai (dla Austrii)
- Krste Wełkoski (dla Łotwy)
- Andrei Agius (dla Szwecji)
- Jonathan Tah (dla Holandii)
- Håvard Nordtveit (dla Szwecji)
- Adrian Rus (dla Hiszpanii)
- Cristian Brolli (dla Belgii)
- Michele Cevoli (dla Rosji)
- Milan Škriniar (dla Irlandii Północnej)
- Stephen O’Donnell (dla Rosji)
- Jamie Lawrence (dla Chorwacji)
- Teitur Gestsson (dla Hiszpanii)

## Zakwalifikowane drużyny

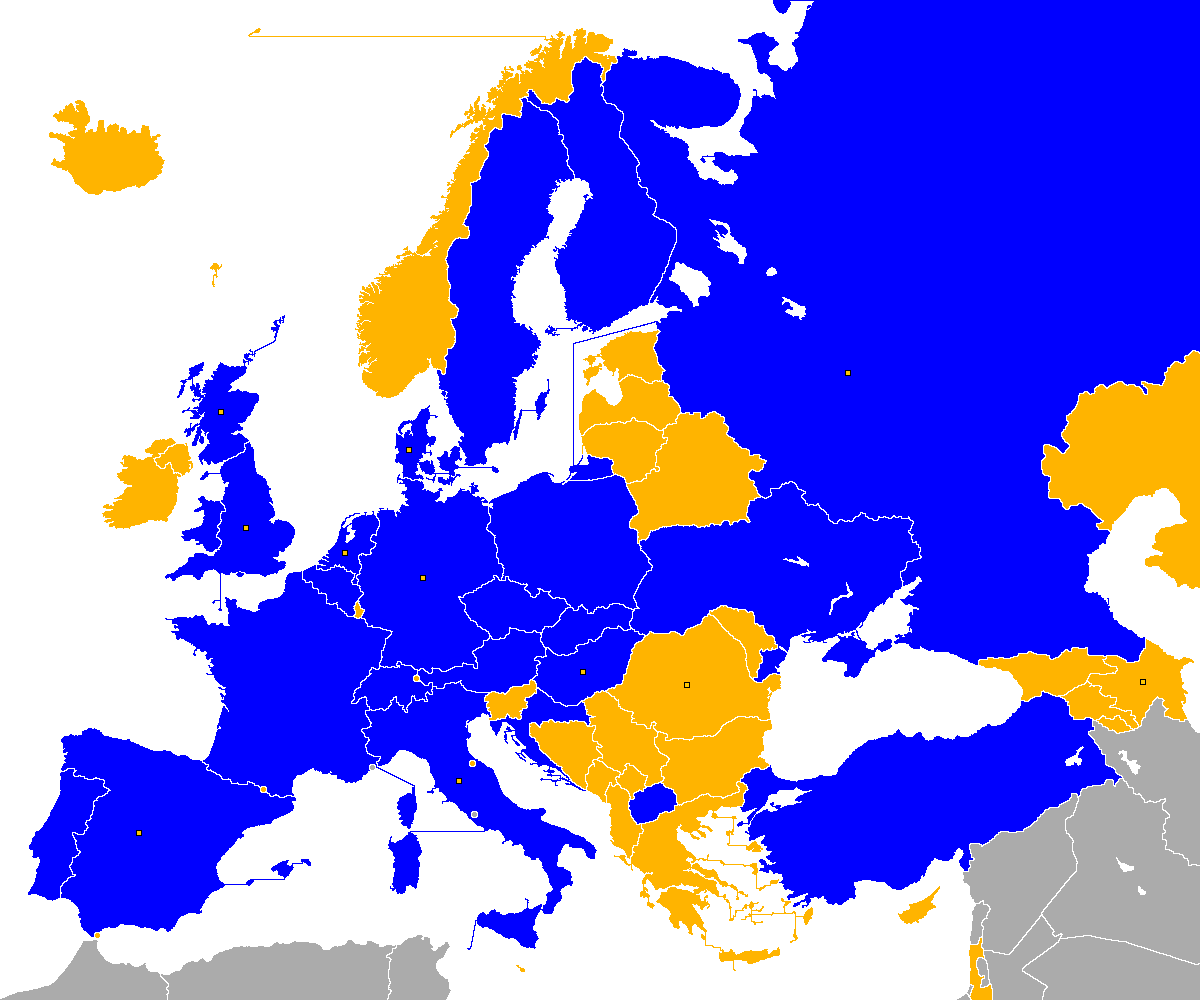
Kraje zakwalifikowane do Euro 2020
Kraje niezakwalifikowane do Euro 2020
Kraje nie będące członkami UEFA

Kraje zakwalifikowane do Euro 2020
     Kraje niezakwalifikowane do Euro 2020
     Kraje nie będące członkami UEFA
| Drużyna            | Zakwalifikowana jako       | Data kwalifikacji    | Liczba występów w ME                                                        | Najlepszy wynik w ME           |
| ------------------ | -------------------------- | -------------------- | --------------------------------------------------------------------------- | ------------------------------ |
| Anglia             | Zwycięzca grupy A          | 14 listopada 2019    | 9 (1968, 1980, 1988, 1992, 1996, 2000, 2004, 2012, 2016)                    | III/IV miejsce (1968, 1996)    |
| Ukraina            | Zwycięzca grupy B          | 14 października 2019 | 2 (2012, 2016)                                                              | Faza grupowa (2012, 2016)      |
| Niemcy             | Zwycięzca grupy C          | 16 listopada 2019    | 12 (1972, 1976, 1980, 1984, 1988, 1992, 1996, 2000, 2004, 2008, 2012, 2016) | Mistrzostwo (1972, 1980, 1996) |
| Szwajcaria         | Zwycięzca grupy D          | 18 listopada 2019    | 4 (1996, 2004, 2008, 2016)                                                  | 1/8 finału (2016)              |
| Chorwacja          | Zwycięzca grupy E          | 16 listopada 2019    | 5 (1996, 2004, 2008, 2012, 2016)                                            | Ćwierćfinał (1996, 2008)       |
| Hiszpania          | Zwycięzca grupy F          | 15 października 2019 | 10 (1964, 1980, 1984, 1988, 1996, 2000, 2004, 2008, 2012, 2016)             | Mistrzostwo (1964, 2008, 2012) |
| Polska             | Zwycięzca grupy G          | 13 października 2019 | 3 (2008, 2012, 2016)                                                        | Ćwierćfinał (2016)             |
| Francja            | Zwycięzca grupy H          | 14 listopada 2019    | 9 (1960, 1984, 1992, 1996, 2000, 2004, 2008, 2012, 2016)                    | Mistrzostwo (1984, 2000)       |
| Belgia             | Zwycięzca grupy I          | 10 października 2019 | 5 (1972, 1980, 1984, 2000, 2016)                                            | II miejsce (1980)              |
| Włochy             | Zwycięzca grupy J          | 12 października 2019 | 9 (1968, 1980, 1988, 1996, 2000, 2004, 2008, 2012, 2016)                    | Mistrzostwo (1968)             |
| Czechy             | 2. drużyna grupy A         | 14 listopada 2019    | 9 (1960, 1976, 1980, 1996, 2000, 2004, 2008, 2012, 2016)                    | Mistrzostwo (1976)             |
| Portugalia         | 2. drużyna grupy B         | 17 listopada 2019    | 7 (1984, 1996, 2000, 2004, 2008, 2012, 2016)                                | Mistrzostwo (2016)             |
| Holandia           | 2. drużyna grupy C         | 16 listopada 2019    | 9 (1976, 1980, 1988, 1992, 1996, 2000, 2004, 2008, 2012)                    | Mistrzostwo (1988)             |
| Dania              | 2. drużyna grupy D         | 18 listopada 2019    | 8 (1964, 1984, 1988, 1992, 1996, 2000, 2004, 2012)                          | Mistrzostwo (1992)             |
| Walia              | 2. drużyna grupy E         | 19 listopada 2019    | 1 (2016)                                                                    | III/IV miejsce (2016)          |
| Szwecja            | 2. drużyna grupy F         | 15 listopada 2019    | 6 (1992, 2000, 2004, 2008, 2012, 2016)                                      | III/IV miejsce (1992)          |
| Austria            | 2. drużyna grupy G         | 16 listopada 2019    | 2 (2008, 2016)                                                              | Faza grupowa (2008, 2016)      |
| Turcja             | 2. drużyna grupy H         | 14 listopada 2019    | 4 (1996, 2000, 2008, 2016)                                                  | III/IV miejsce (2008)          |
| Rosja              | 2. drużyna grupy I         | 13 października 2019 | 11 (1960, 1964, 1968, 1972, 1988, 1992, 1996, 2004, 2008, 2012, 2016)       | Mistrzostwo (1960)             |
| Finlandia          | 2. drużyna grupy J         | 15 listopada 2019    | debiutant                                                                   | debiutant                      |
| Węgry              | zwycięzca barażu dywizji A | 12 listopada 2020    | 3 (1964, 1972, 2016)                                                        | III miejsce (1964)             |
| Słowacja           | zwycięzca barażu dywizji B | 12 listopada 2020    | 1 (2016)                                                                    | 1/8 finału (2016)              |
| Szkocja            | zwycięzca barażu dywizji C | 12 listopada 2020    | 2 (1992, 1996)                                                              | Faza grupowa (1992, 1996)      |
| Macedonia Północna | zwycięzca barażu dywizji D | 12 listopada 2020    | debiutant                                                                   | debiutant                      |